# Eva Gonda de Rivera
Eva Gonda de Rivera (ur. 17 czerwca 1934 w Monterrey) – meksykańska miliarderka, spadkobierczyni i bizneswoman, posiadaczka dużego udziału w FEMSA (Fomento Económico Mexicano, S.A.B. de C.V.) – meksykańskim przedsiębiorstwie operującym w branżach napojów i handlowej, posiadającym liczne rozlewnie napojów oraz sklepy w Meksyku oraz innych krajach Ameryki Łacińskiej.
Była żoną Eugenio Garzy Lagüery, który był prezesem oraz posiadał duży pakiet udziałów przedsiębiorstwa FEMSA (zm. 2008). Po jego śmierci ona i ich córki odziedziczyły duży pakiet akcji. Według magazynu Forbes w maju 2016 roku majątek Evy Gondy de Rivery był szacowany na 6,7 mld USD. Zajmowała wówczas 196. miejsce na liście miliarderów tego miesięcznika oraz 4. miejsce na liście najbogatszych obywateli Meksyku.
Eva Gonda de Rivera ukończyła studia w Instytucie Technologii i Studiów Wyższych w Monterrey. W 1957 roku zawarła małżeński z Eugenio Garzą Lagüerą.
Rivera mieszka w Monterrey. Ma cztery córki; jedna z nich – Eva Maria Garza Lagüera Gonda – jest żoną dyrektora generalnego Fomento Económico Mexicano, S.A.B. de C.V. Jose Antonio Fernandeza Carbajala
.